# Strukturgeologi

Geologisk karta över Gotland.

Strukturgeologi är läran om och studiet av de strukturer i jordskorpan som uppstått genom deformation. Till dess underdiscipliner räknas bland annat tektonik.
Geologiska material som is, jord, bergarter och smältor deformeras då de utsätts för dragning, skjuvning eller kompression, vilket får materialen att spricka, veckas, dras ut eller plattas till. Dessa strukturer kan användas både för att läsa jordens historia, såväl som redskap för grundvatten-, malm- och oljeprospektering samt byggnation i jord och berg. 
I Sverige bedrivs forskning och utbildning i ämnet främst vid Göteborgs universitet, Luleå tekniska universitet, Lunds universitet, Stockholms universitet och Uppsala universitet. Vid det sistnämnda lärosätet finns ett av världens mest avancerade tektoniska laboratorium, Hans Ramberg Tektoniklaboratorium, som förestås av professor Hemin Koyi. Vid laboratoriet kan forskarna imitera och simulera olika tektoniska processer, alltifrån formation av förkastningar och jordskred till bildandet av bergskedjor i samband med att kontinentalplattor kolliderat.